# По колена ноги в золоте, по локоть руки в серебре
«По колена ноги в золоте, по локоть руки в серебре» — сюжет русских народных сказок. В сборнике А. Н. Афанасьева «Народные русские сказки» они опубликованы под № 283—287. По системе классификации сказочных сюжетов Aарне-Томпсона относится к сюжету 707 «Чудесные дети».
Сказка печаталась в различных сборниках русских сказок, выпускалась также в виде аудиосказок. Эта сказка была переведена на английский язык писательницей Рут Мэннинг-Сандерс и размещена в её книге «A Book of Kings and Queens» (1977).

## Сюжет
О сюжете этой сказки рассказано советским и российским фольклористом Львом Барагом в его работе «Сравнительный указатель сюжетов. Восточнославянская сказка». Различные версии сказки были записаны Александром Афанасьевым в Архангельской, Гродненской, Курской и Саратовской губерниях.
Общий сюжет нескольких версий повествует о царском сыне — Иване-царевиче, который с позволения отца отправился искать себе невесту. Ему повстречались три сестрицы (две сестрицы в одной из версий), в одну из них он влюбился и просил отца разрешения жениться на ней. Получив добро, Иван-царевич взял в жёны младшую из девиц, которая несколько раз рожала ему детей, но каждый раз злые няньки подменяли новорождённых детей на щенков. Царевич же ждал сына, у которого было бы «во лбу солнце, а на затылке месяц, по бокам звезды», как обещала ему жена. Когда в очередной раз ему сообщили, что-де жена родила шесть щенят, он приказал посадить её в бочку, засмолить и бросить в море. Царевна при этом успела спрятать в рукав одного сына.
После долгого плавания бочку прибило к берегу, где подросший сын потянулся и она лопнула. Выйдя на сушу, царевна и её сын повстречали шесть молодцев, которые были сыновьями царевны, подменённые на щенков. Однажды на остров приплыли купеческие корабли, которые удивились живущим там царевне с красными молодцами и сообщили Ивану Царевичу, что на том острове живёт прекрасная девица с сыновьями красоты неописанной — по колена в серебре, по грудь в золоте, с солнцем и месяцем на голове, а по бокам звёзды. Иван царевич сел на корабль и поплыл к острову, где узнал в живущих на нём свою жену и сыновей. Услышав от царевны всю подноготную случившегося, Иван-царевич отдал приказ убить нянек-лиходеек, а с женой и детьми жил долго и счастливо.
В некоторых версиях сказки отец Ивана-царевича имел имя Додон, а жена называлась Марфа Прекрасная; а в роли нянек, подменявших детей, выступала Баба-яга.
Эту русскую сказку, записанную конспективно в двух или трёх разных вариантах, А. С. Пушкин использовал в своём стихотворном произведении «Сказка о царе Салтане», использую в нём также персонажи, заимствованные из других народных сказок — например, волшебный образ Царевны Лебеди, имеющий отклик в образе Василисы Премудрой.

## Экранизации
- «Гора Самоцветов. По колено ноги в золоте, по локоть руки в серебре»[8] — российский мультипликационный фильм (2013) из сериала «Гора самоцветов» по мотивам сказок народов России.